# Hemiphileurus illatus
Hemiphileurus illatus är en skalbaggsart som beskrevs av Leconte 1854. Hemiphileurus illatus ingår i släktet Hemiphileurus och familjen Dynastidae. Utöver nominatformen finns också underarten H. i. mexicanus.